# Johnson Aguiyi-Ironsi
Johnson Aguiyi-Ironsi, (født 3. marts 1924 i Umuahia, død 29. juli 1966), var en nigeriansk officer og politiker. Han tog magten i Nigeria den 15. januar 1966, hvor han stod i spidsen for en gruppe af officerer i Nigerias første militærkup. Derefter var han landets statsoverhoved i et halvt år, indtil han selv mistede livet i et nyt kup i juli 1966.